# Józef Mońko
Józef Mońko (ur. 28 marca 1952 w Lubni) – polski duchowny katolicki, ojciec zakonny, działacz społeczny.

## Życiorys
W 1969 r. wstąpił do zakonu Braci Mniejszych Kapucynów, święcenia kapłańskie przyjął 15 maja 1977 r. Ukończył historię na Papieskiej Akademii Teologicznej. Od 1985 r. sprawował funkcję wikariusza, a następnie gwardiana krakowskiego klasztoru (1985–1991 oraz 1994–1999). W ramach działalności duszpasterskiej współpracował ze środowiskami kombatanckimi i niepodległościowymi. Po wprowadzeniu stanu wojennego w 1981 udzielał pomocy i schronienia działaczom podziemnej NSZZ „Solidarność”, na terenie klasztoru zapewniał miejsce do przeprowadzania zebrań osobom ze środowisk legionowych, żołnierzom Wojska Polskiego, Armii Krajowej, Zrzeszenia Wolność i Niezawisłość, Narodowej Organizacji Wojskowej. Współpracował również ze środowiskiem byłych zesłańców do ZSRR, czy też z członkami zdelegalizowanego Związku Polskich Artystów Plastyków.
W trakcie swej pracy duszpasterskiej i społecznej krzewił postawy obywatelskie i patriotyczne, organizował msze święte za Ojczyznę, zwłaszcza podczas rocznic przepadających na 3 maja, 11 listopada czy 17 września. Wspierał również początki krakowskiej oświaty niepublicznej, m.in. poprzez pomoc dla działającego od 1988 r. Społecznego Towarzystwa Oświatowego.
Od 1986 r. współtworzył w krużgankach Kaplicy Loretańskiej na terenie klasztoru panteon wybitnych żołnierzy i działaczy niepodległościowych. Brał udział w organizacji uroczystości patriotycznych związanych z odsłanianiem tablic pamiątkowych poświęconych m.in. Edwardowi Śmigłemu-Rydzowi, Józefowi Piłsudskiemu czy Augustowi Emilowi Fieldorfowi. Dzięki jego staraniom w 1993 r. na mogile Konfederatów Barskich przy kościele kapucynów postawiono rekonstruowany krzyż pamiątkowy.
W 1995 r. zorganizował i przeprowadził jubileusz 300-lecia przybycia kapucynów do Krakowa. W 2000 r. objął parafię Nawiedzenia NMP w Skomielnej Czarnej, gdzie doprowadził upamiętnienia mieszkańców Skomielnej Czarnej i Bogdanówki, poległych i pomordowanych w latach 1914–1918, 1919–1920 i 1939–1945. W 2009 r. został przeniesiony do parafii św. Franciszka w Kielcach.
Za swoją działalność społeczną został w 2005 r. uhonorowany przez Instytut Pamięci Narodowej Nagrodą Kustosz Pamięci Narodowej, a w 2020 r. odznaczony Krzyżem Wolności i Solidarności.

## Ordery i odznaczenia
Za swą pracę otrzymał odznaczenia:
- Krzyż Kawalerski Orderu Odrodzenia Polski (1999),
- Złoty Krzyż Zasługi (przyznany przez Prezydenta RP na uchodźstwie w 1989),
- Złoty Medal Bene Merentibus (1995),
- Złoty Medal „Opiekun Miejsc Pamięci Narodowej”,
- Krzyż Wolności i Solidarności (2020),
- Medal Komisji Edukacji Narodowej (1998),
- Srebrny Medal Cracoviae Merenti (2000),
- Szkolny Krzyż Zasługi „Pro Patriae et Scholae” (2014),
- Nagroda Kustosz Pamięci Narodowej (2005).